# 博爱县
博爱县是中华人民共和国河南省焦作市下辖的一个县。位于太行山南麓，与山西省交界。面积492平方公里，总人口約35万人。县人民政府驻清化镇街道。

## 历史
博爱县原属沁阳县。1928年，河南省政府主席冯玉祥将军分沁阳县设“博爱县”，取自「自由、平等、博愛」。

## 行政区划
博爱县下辖2个街道办事处、5个镇、2个乡：
清化镇街道、鸿昌街道、柏山镇、月山镇、许良镇、磨头镇、孝敬镇、寨豁乡、金城乡和国营博爱农场。

## 人口
根據第七次人口普查數據，截至2020年11月1日零時，博愛縣常住人口為350140人。

### 人口迁徙
博爱县人口多来自于明朝初年的人口迁徙。元朝末年的战乱使得博爱县一带的人口锐减。朱元璋为使博爱一带的肥沃土地得到耕种，下令使山西省大槐树乡一带的青壮年迁徙至博爱。现在博爱县仍有许多地名保留的当年的移民痕迹。

## 名人

### 古代
- 李商隐

2014年，博爱县民政局组织召开了学术研讨会，专家们经过实事求是的考察与论证，得出结论：李商隐祖籍、祖茔、坟墓在河南省博爱县的许良镇江陵堡村。
- 竹林七贤

## 特产
- 怀姜：国家地理标志产品。清化姜的一种。焦作一带“怀庆三辣”之一。
- 怀菊花：四大怀药之一，清热祛火良药。